# Reinstetten
Reinstetten ist ein Stadtteil von Ochsenhausen im Landkreis Biberach.

## Geographische Lage
Der Stadtteil umfasst die Teilorte Laubach, Wennedach, Goppertshofen und Eichen und liegt etwa 5 km nördlich von Ochsenhausen. Reinstetten grenzt an die Gemeinden Gutenzell-Hürbel und Maselheim.

## Wirtschaft und Infrastruktur

### Verkehr
Reinstetten liegt an der Landesstraße 265.

### Bildungseinrichtungen
Reinstetten verfügt über eine Grund- und Gemeinschaftsschule.

### Ansässige Unternehmen
Angele Schmiedetechnisch ist ein Hersteller für Schmiedefeuer und Werkstattausrüstung für das handwerkliche Schmieden.

## Kultur und Sehenswürdigkeiten
Im Jahre 1740 wurde durch den Barockbaumeister Johann Michael Fischer eine Barockkirche gebaut, welche dem heiligen St. Urban geweiht ist und bis heute das Ortsbild beherrscht.

## Geschichte
In Reinstetten verfügten die früheren Ochsenhauser Äbte über eine Sommerresidenz und ließen dort die Barockkirche errichten.
Im Zuge der Gebietsreform in Baden-Württemberg wurde Reinstetten 1971 zu Ochsenhausen eingemeindet.